# Amuri terület
Az Amuri terület (oroszul Амурская область)  az Oroszországi Föderáció tagja. Székhelye Blagovescsenszk. Határos Kínával, a Zsidó autonóm területtel, a Habarovszki határterülettel, Jakutfölddel és a Bajkálontúli határterülettel. 2010-ben népessége 830 103 fő volt.

## Népesség

### Nemzetiségi megoszlás
A lakosság döntő többsége orosz nemzetiségű, de más nemzetiségek is lakják, főleg ukránok és fehéroroszok.
Nemzetiségi összetétel:
|              | 1959-es népszámlálás | 1989-es népszámlálás | 2002-es népszámlálás | 2010-es népszámlálás |
| ------------ | -------------------- | -------------------- | -------------------- | -------------------- |
| oroszok      | 630 080 (87,81%)     | 911 969 (86,83%)     | 831 004 (92,04%)     | 775 590 (93,43%)     |
| ukránok      | 56 266 (7,84%)       | 70 759 (6,74%)       | 31 475 (3,49%)       | 16 636 (2%)          |
| fehéroroszok | 9 381 (1,31%)        | 17 974 (1,71%)       | 7 827 (0,87%)        | 4 162 (0,5%)         |
| tatárok      | 5 006 (0,7%)         | 9 095 (0,87%)        | 4 889 (0,54%)        | 3 406 (0,41%)        |
| összesen     | 717 514              | 1 050 245            | 902 844              | 830 103              |

### Települések
Az Amuri terület városai a következők (a városi cím elnyerésének évével és 2010. évi népességükkel):
| Magyar név      | Orosz név    | Város lett | Lélekszám | Közigazgatási beosztás |
| --------------- | ------------ | ---------- | --------- | ---------------------- |
| Blagovescsenszk | Благовещенск | 1858       | 214 390   |                        |
| Belogorszk      | Белогорск    | 1926       | 68 249    |                        |
| Szvobodnij      | Свободный    | 1912       | 58 778    |                        |
| Tinda           | Тында        | 1975       | 36 275    |                        |
| Zeja            | Зея          | 1906       | 24 986    |                        |
| Rajcsihinszk    | Райчихинск   | 1944       | 20 534    |                        |
| Simanovszk      | Шимановск    | 1950       | 19 815    |                        |
| Zavityinszk     | Завитинск    | 1954       | 11 481    | Zavityinszki járás     |
| Szkovorogyino   | Сковородино  | 1927       | 9 564     | Szkovorogyinói járás   |

## Közigazgatás és önkormányzatok
Az Amuri terület élén a kormányzó áll:
- Alekszandr Alekszandrovics Kozlov: 2015 – 2018. május 30. Ekkor idő előtti felmentését kérte.
- Vaszilij Alekszandrovics Orlov: 
  - 2018. május 30-tól a kormányzói feladatokat ideiglenesen ellátó megbízott.[2]
  - Kormányzónak megválasztva 2018. szeptember 9-én.[3]

### Járások
A járások neve, székhelye és 2010. évi népessége az alábbi:
| Magyar név              | Orosz név              | Székhely            | Lélekszám |
| ----------------------- | ---------------------- | ------------------- | --------- |
| Arharai járás           | Архаринский район      | Arhara              | 17 186    |
| Belogorszki járás       | Белогорский район      | Belogorszk          | 20 052    |
| Blagovescsenszki járás  | Благовещенский район   | Blagovescsenszk     | 19 641    |
| Burejai járás           | Бурейский район        | Novoburejszkij      | 24 021    |
| Ivanovkai járás         | Ивановский район       | Ivanovka            | 26 509    |
| Konsztantyinovkai járás | Константиновский район | Konsztantyinovka    | 12 986    |
| Magdagacsi járás        | Магдагачинский район   | Magdagacsi          | 22 671    |
| Mazanovói járás         | Мазановский район      | Novokijevszkij Uval | 14 803    |
| Mihajlovkai járás       | Михайловский район     | Pojarkovo           | 14 850    |
| Oktyabrszkij járás      | Октябрьский район      | Jekatyerinoszlavka  | 19 679    |
| Romni járás             | Ромненский район       | Romni               | 9 401     |
| Simanovszki járás       | Шимановский район      | Simanovszk          | 5 956     |
| Szelemdzsai járás       | Селемджинский район    | Ekimcsan            | 11 639    |
| Szerisevói járás        | Серышевский район      | Szerisevo           | 25 725    |
| Szkovorogyinói járás    | Сковородинский район   | Szkovorogyino       | 29 558    |
| Szvobodniji járás       | Свободненский район    | Szvobodnij          | 14 315    |
| Tambovkai járás         | Тамбовский район       | Tambovka            | 22 671    |
| Tindai járás            | Тындинский район       | Tinda               | 16 065    |
| Zavityinszki járás      | Завитинский район      | Zavityinszk         | 15 970    |
| Zejai járás             | Зейский район          | Zeja                | 16 847    |